# Esparragalejo
Esparragalejo je španělské město situované v provincii Badajoz (autonomní společenství Extremadura).

## Poloha
Obec je vzdálena 8 km od Méridy a 55 km od města Badajoz. Patří do okresu Tierra de Mérida - Vegas Bajas a soudního okresu Mérida. Obcí prochází silnice EX-209.

## Historie
V roce 1834 se obec stává součástí soudního okresu Mérida. V roce 1842 čítala obec 52 usedlostí a 210 obyvatel.

## Odkazy

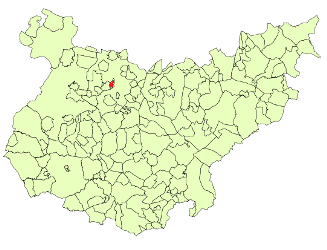
Poloha obce v provincii Badajoz

## Demografie
| Populace obce Esparragalejo z let (1842–2010) | Populace obce Esparragalejo z let (1842–2010) | Populace obce Esparragalejo z let (1842–2010) | Populace obce Esparragalejo z let (1842–2010) | Populace obce Esparragalejo z let (1842–2010) | Populace obce Esparragalejo z let (1842–2010) | Populace obce Esparragalejo z let (1842–2010) | Populace obce Esparragalejo z let (1842–2010) | Populace obce Esparragalejo z let (1842–2010) | Populace obce Esparragalejo z let (1842–2010) | Populace obce Esparragalejo z let (1842–2010) | Populace obce Esparragalejo z let (1842–2010) | Populace obce Esparragalejo z let (1842–2010) | Populace obce Esparragalejo z let (1842–2010) | Populace obce Esparragalejo z let (1842–2010) | Populace obce Esparragalejo z let (1842–2010) | Populace obce Esparragalejo z let (1842–2010) | Populace obce Esparragalejo z let (1842–2010) |
| --------------------------------------------- | --------------------------------------------- | --------------------------------------------- | --------------------------------------------- | --------------------------------------------- | --------------------------------------------- | --------------------------------------------- | --------------------------------------------- | --------------------------------------------- | --------------------------------------------- | --------------------------------------------- | --------------------------------------------- | --------------------------------------------- | --------------------------------------------- | --------------------------------------------- | --------------------------------------------- | --------------------------------------------- | --------------------------------------------- |
| 1842                                          | 1857                                          | 1860                                          | 1877                                          | 1887                                          | 1897                                          | 1900                                          | 1910                                          | 1920                                          | 1930                                          | 1940                                          | 1950                                          | 1960                                          | 1970                                          | 1981                                          | 1991                                          | 2001                                          | 2010                                          |
| 210                                           | 533                                           | 620                                           | 566                                           | 765                                           | 809                                           | 856                                           | 1 037                                         | 1 251                                         | 1 504                                         | 1 746                                         | 1 729                                         | 1 954                                         | 1 481                                         | 1 291                                         | 1 329                                         | 1 541                                         | 1 573                                         |